# Alyssa Ahn
Alyssa Ahn (* 27. Dezember 2006) ist eine US-amerikanische Tennisspielerin.

## Karriere
Ahn spielt bislang hauptsächlich Turniere der ITF Women’s World Tennis Tour, wo sie bislang aber noch keinen Titel gewinnen konnte.
Im August 2022 gewann sie den Titel des U16-Wettbewerbs der USTA Billie Jean King National Championships, wo sie im Finale Christasha McNeil mit 6:2 und 6:3 besiegte. Durch ihren Titelgewinn erhielt sie eine Wildcard für das Hauptfeld im Juniorinneneinzel bei den US Open, wo sie allerdings bereits im ersten Match gegen Taylah Preston mit 0:6, 6:3 und 1:6 verlor. Im Oktober erhielt sie zusammen mit Partnerin Katherine Hui eine Wildcard für das Hauptfeld im Damendoppel der mit knapp 800.000 US-Dollar dotierten San Diego Open, ihrem ersten Turnier der WTA Tour. Die beiden unterlagen der Paarung Storm Hunter und Luisa Stefani mit 0:6 und 4:6.
2023 qualifizierte sie sich für das Hauptfeld der mit 60.000 US-Dollar dotierten ITennis Arcadia Women’s Pro Open, wo sie in der ersten Runde Alexis Blokhina mit 2:6 und 1:6 unterlag. Im Doppel erreichte sie mit Partnerin Jessica Bernales das Halbfinale. Im September erhielt sie eine Wildcard für die Qualifikation zum Hauptfeld im Dameneinzel der Cymbiotika San Diego Open, ihrem zweiten Turnier der WTA-Tour. Sie unterlag in der ersten Qualifikationsrunde Claire Liu mit 6:4, 1:6 und 2:6. Im Oktober kam sie als Lucky Loser ins Hauptfeld im Dameneinzel der Talimar RSF Open, wo sie gegen Hanna Chang mit 1:6 und 2:6 verlor.